# Tour della nazionale maschile di rugby a 15 dell'Argentina 2012

## Risultati
| Arbitro: | Romain Poite |

|                              |      |                                 |
|                              | mt   | 54' Imhoff, 59' Camacho         |
|                              | tr   | 54' e 59' N. Sánchez            |
| 5', 13', 26' e 47' Halfpenny | c.p. | 3' F. Contepomi, 71' N. Sánchez |
|                              | drop | 9' e 51' N. Sánchez             |

| Arbitro: | Steve Walsh |

|                                  |      |                                |
| 18' e 21' Clerc, 32' Nyanga      | mt   | 5' Bosch                       |
| 18', 21' e 32' Michalak          | tr   | 5' N. Sánchez                  |
| 4', 61', 68', 73' e 78' Michalak | c.p. | 10', 14', 45' e 55' N. Sánchez |
| 47' Michalak                     | drop | 66' N. Sánchez                 |

| Arbitro: | Jaco Peyper |

|                                                                     |      |                                      |
| 10' Gilroy, 15' e 51' Sexton, 21' Strauss, 32' Zebo, 46' e 72' Bowe | mt   | 76' Leonardi, 80' J. Fernández Lobbe |
| 10', 15' e 52' Sexton, 72' O'Gara                                   | tr   | 76' Hernández                        |
| 45' Sexton                                                          | c.p. | 13', 18', 30' e 42' Sánchez          |